# Coracina dispar
Coracina dispar é uma espécie de ave da família Campephagidae.
É endémica da Indonésia.
Os seus habitats naturais são: florestas subtropicais ou tropicais húmidas de baixa altitude.
Está ameaçada por perda de habitat.